# Zaklików
Zaklików (hebr. זאקליקוב) – miasto w województwie podkarpackim, w powiecie stalowowolskim, siedziba gminy miejsko-wiejskiej Zaklików. Położony na Równinie Biłgorajskiej w północnej części Kotliny Sandomierskiej. Liczy obecnie ok. 3000 mieszkańców.
Miejscowość lokowana w XVI w. jako miasto prywatne, do dziś zachowała małomiasteczkowy układ urbanistyczny z rynkiem w centrum i siecią prostopadle ułożonych uliczek. Historycznie położony w prowincji małopolskiej, w województwie lubelskim. Także w okresie międzywojennym i w czasach Polski Ludowej (do 1975 r.) Zaklików położony był w województwie lubelskim (powiat janowski, powiat kraśnicki), następnie w województwie tarnobrzeskim, a od 1999 roku w województwie podkarpackim, którego jest najdalej na północ wysuniętym miastem.
Według danych GUS z 1 stycznia 2024 r. miasto liczyło 2780 mieszkańców, będąc 40. najludniejszym miastem w województwie.

## Zaklików dzisiaj

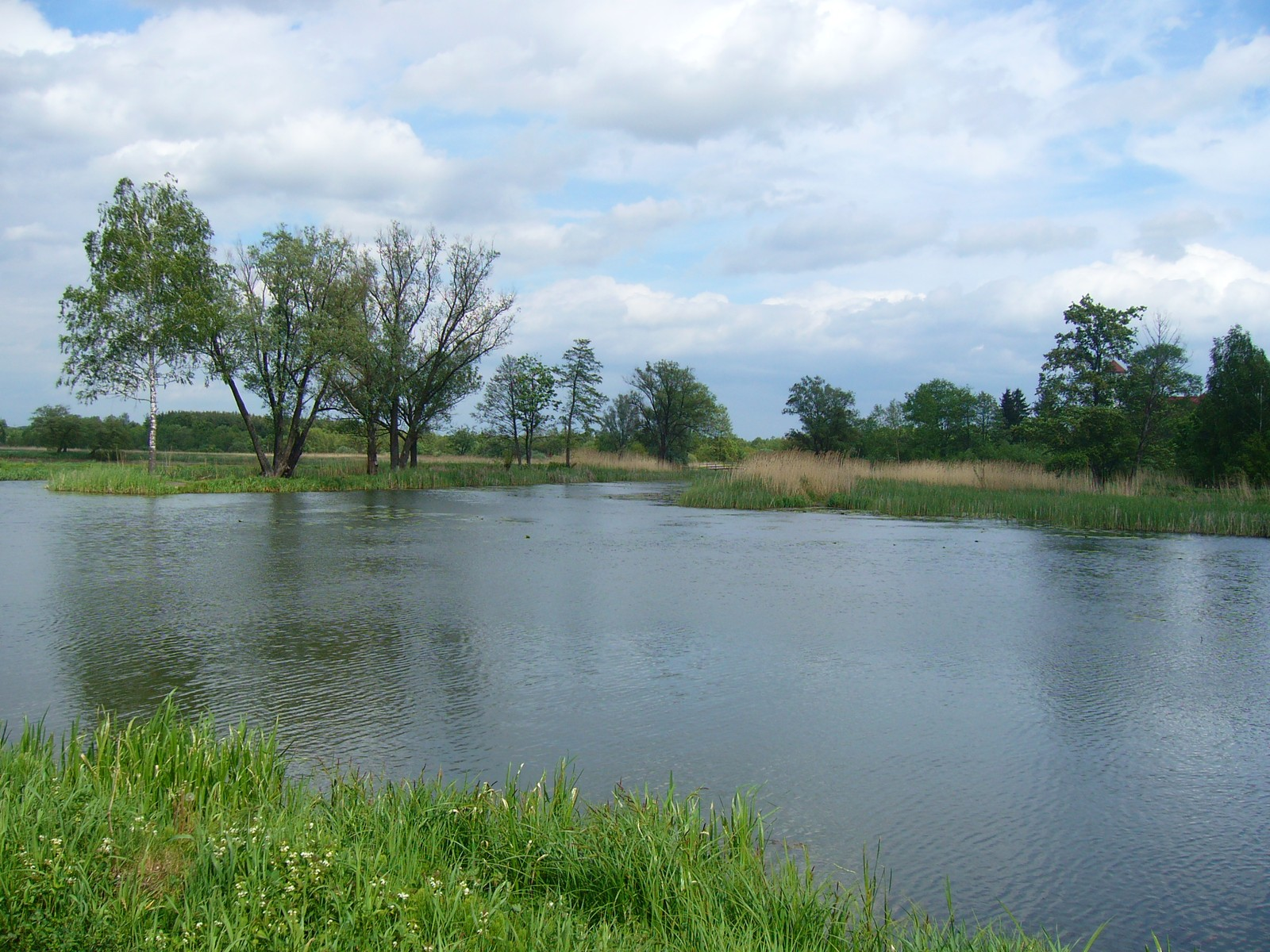
Rzeka Sanna w Zaklikowie

Widok na zalew i Molo

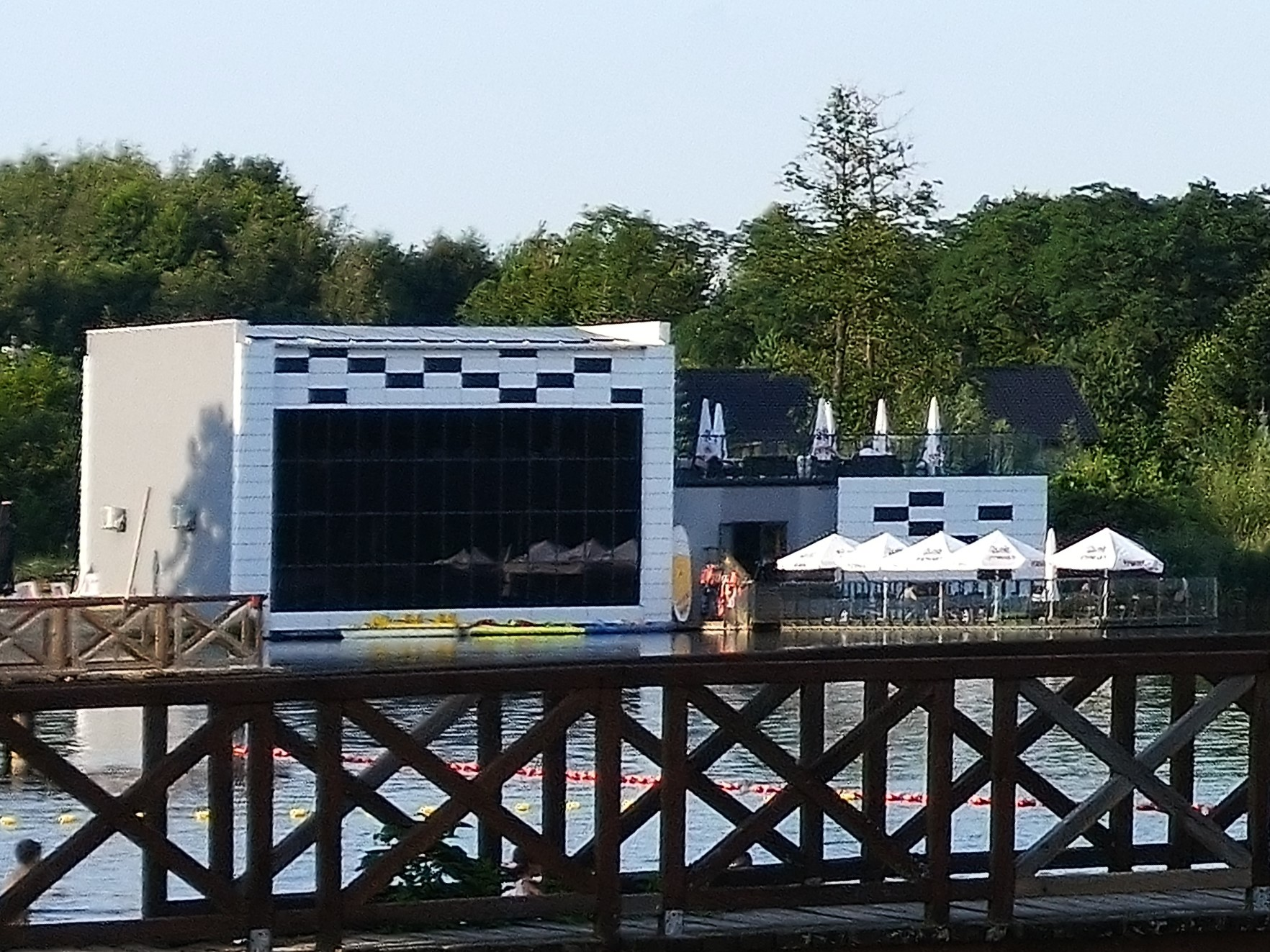
Nowy ośrodek „Molo”

### Położenie
Zaklików leży nad rzeką Sanną, około 20 km na wschód od Wisły i 20 km na północ od Sanu. Historycznie położony jest w Małopolsce (początkowo w ziemi sandomierskiej, a następnie w ziemi lubelskiej). Geograficznie leży na skraju Kotliny Sandomierskiej i Wzniesień Urzędowskich, w zachodniej części Równiny Biłgorajskiej. Od południa, wschodu i zachodu graniczy z lasami, przeważnie sosnowymi, tworzącymi zachodni kraniec Lasów Janowskich, które wchodzą w skład kompleksu Puszczy Solskiej. Na północy graniczy z Antoniówką i Zdziechowicami, na wschodnim krańcu miasta znajduje się rekreacyjny zalew. Ze względu na położenie pośród lasów i posiadanie niewielkiego zalewu jest lokalnym ośrodkiem turystyczno-wypoczynkowym. Przez Zaklików przebiega linia kolejowa Lublin–Przeworsk (nr 68), na której znajdują się dwie stacje. Główna stacja „Zaklików” położona jest na północy, a od 2020 roku na południowo-zachodnim krańcu miejscowości czynny jest dodatkowy przystanek „Zaklików Miasto”.

### Warunki naturalne

#### Topografia i gleby
Centrum miasta, wraz z ciągle istniejącym rynkiem, położone zostało na południowym brzegu rzeki Sanny (będącej prawobrzeżnym dopływem Wisły). Rynek leży na wysokości 175 m n.p.m. Niżej położone są tereny w dolinie rzecznej, wyżej natomiast część północna, tzw. Zaśluzie. Przeważają tu gleby bielicowe i piaski nie sprzyjające rozwojowi rolnictwa. Są one pozostałością po działalności lodowca z okresu zlodowacenia południowopolskiego. Efektem tego zlodowacenia jest również obecność granitowych głazów narzutowych – eratyków, które są wykorzystywane w miejscowym zakładzie kamieniarskim do wyrobu m.in. płyt nagrobnych. Natomiast obecność gliny umożliwiła rozwój cegielni i ułatwiła zakładanie licznych w okolicy stawów rybnych. Także z powodu gliny okoliczne lasy pełne są podmokłych i bagiennych niecek, otoczonych suchymi, piaskowymi wydmami porośniętymi borem sosnowym. Część z wydm zostało w okresie powojennym zniwelowanych wraz z wydobyciem piasku do celów budowlanych. Lepsze gleby aluwialne znajdują się jedynie w bezpośrednim sąsiedztwie rzeki Sanny. Północna część miejscowości, położona po drugiej stronie rzeki, wznosi się wyżej przechodząc stopniowo we wzgórza Wzniesień Urzędowskich, będących zachodnim przedłużeniem Roztocza. Na tym obszarze gleby bielicowe ustępują żyźniejszym lessom, charakterystycznym dla Wyżyny Lubelskiej.

### Atrakcje turystyczne

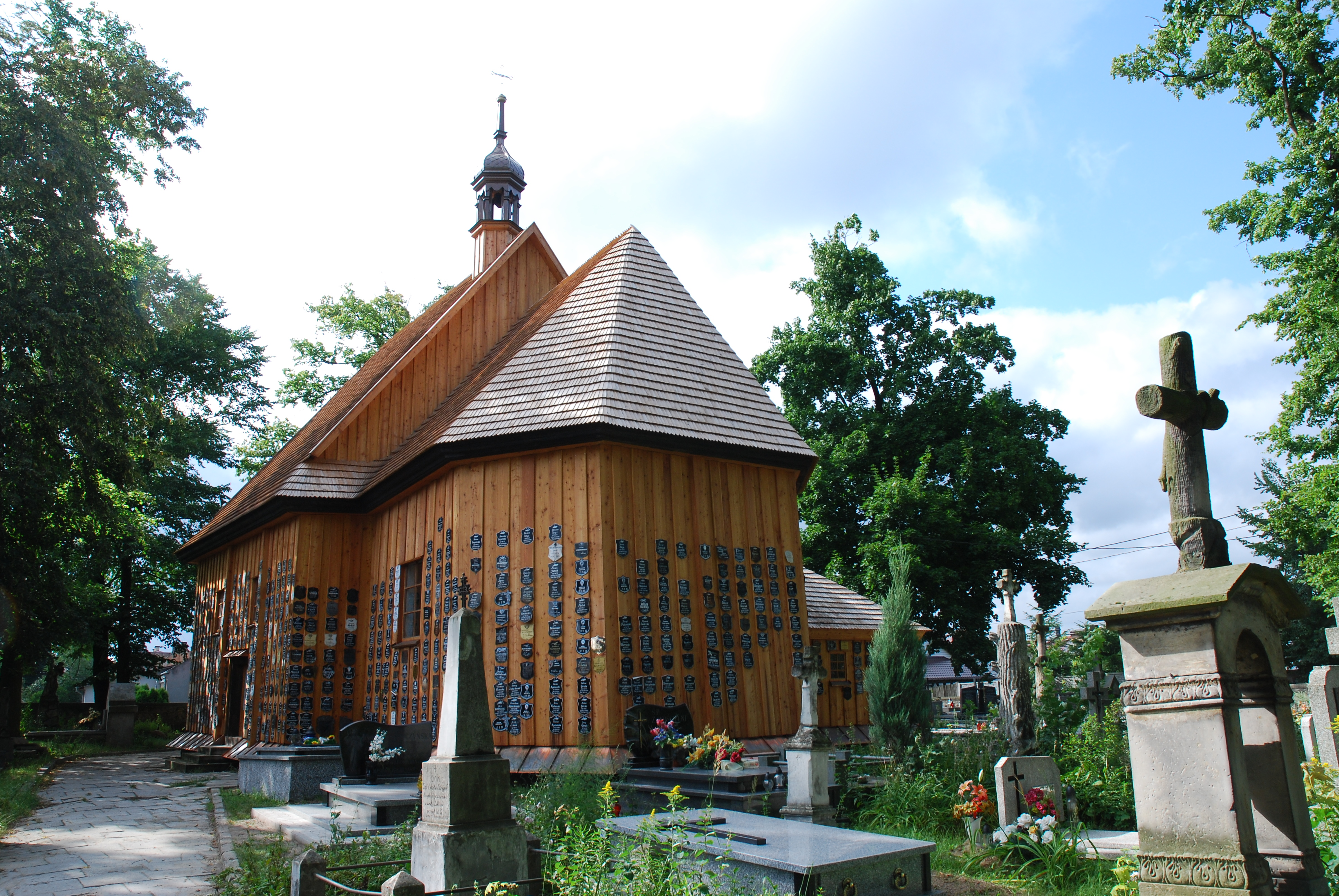
Kościół św. Anny swój niecodzienny wygląd zawdzięcza kultywowanemu od czasów powstania styczniowego zwyczajowi przytwierdzania tabliczek trumiennych

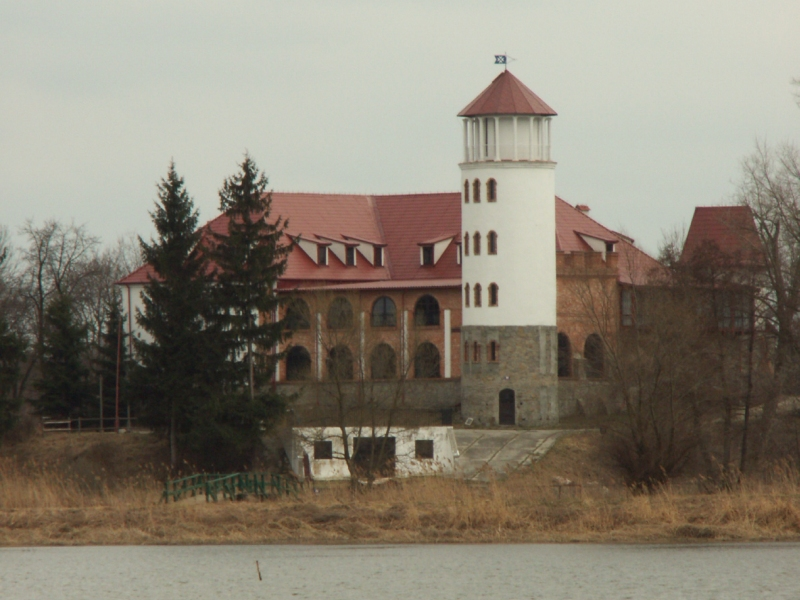
„Zamek”

W mieście znajduje się zabytkowy, modrzewiowy kościół pw. św. Anny (obecnie kaplica cmentarna), wzniesiony zapewne ok. 1580. W źródłach wzmiankowany jest w 1592. Był wielokrotnie remontowany w okresie XVIII-XX w. Prawdopodobnie w XIX w. dobudowane zostały zakrystia i kruchta. Kościół położony jest na cmentarzu ogrodzonym murem, z wejściem od zachodu przez bramę-dzwonnicę. Do niespotykanych gdzie indziej zwyczajów należy zawieszanie na zewnętrznych ścianach kościoła tabliczek z nazwiskami z trumien zmarłych mieszkańców parafii. Obok znajduje się także dawny cmentarz żydowski z nielicznie zachowanymi macewami.
Obecny kościół parafialny Zaklikowa, to pochodzący z początku XVII wieku barokowy kościół pw. św. Trójcy w Zaklikowie, w którym najcenniejszym zabytkiem jest wykonana w drewnie lipowym XV-wieczna płaskorzeźba ze szkoły Wita Stwosza. Obok kościoła stoi murowana dzwonnica z roku 1786 z trzema dzwonami. Inne obiekty sakralne parafii to kaplice: w Karkówce, w Antoniówce, w Irenie w Domu Opieki Społecznej i w zgromadzeniu zakonnym Sióstr św. Józefa na Radnej Górze.
Na terenie miejscowości znajduje się również „zamek” – budowla wzniesiona pod koniec lat 60. XX wieku na miejscu dawnego zamku. Obecnie w rękach prywatnych. Duże znaczenie turystyczne dla miejscowości ma Ośrodek Szkoleniowo-Wypoczynkowy ZHP "Kopiec", w którym organizowane są kolonie i zielone szkoły.

### Instytucje i główne zakłady
Zaklików jest siedzibą miejsko-wiejskiej gminy Zaklików. W mieście znajduje się szkoła podstawowa, gimnazjum i liceum ogólnokształcące tworzące razem Zespół Szkół Ogólnokształcących im. Adama Sapińskiego w Zaklikowie. Jako główna miejscowość gminy Zaklików posiada własny Urząd Pocztowy i Bank Spółdzielczy.
W mieście działa Gminny Dom Kultury (GOK) zbudowany w 1971 roku. W 1995 założono w nim niewielkie Muzeum Ziemi Zaklikowskiej, które gromadziło pamiątki lokalnej kultury pochodzące od prywatnych darczyńców; znajdował się w nim też kącik pamięci o żydowskich mieszkańcach miasteczka. GOK, muzeum, biblioteka gminna i świetlica stanowiły w 2017 podstawowy zespół instytucji kulturalnych, ale ogólną ofertę kulturalną gminy oceniano wówczas jako ubogą.
Głównymi zakładami przemysłowymi pozostają Fabryka Elementów Złącznych Fastec Sp. z o.o. (filia Huty Stalowa Wola), Zakład Drzewny Rejon Las Sp. z o.o. oraz Zakład Produkcji Drzewnej Dankros Sp z o.o. (tartak). Funkcjonuje też wciąż jedna z kilku istniejących tu dawniej cegielni przekształcona w zakład kamieniarsko-betoniarski. Od kilku lat istnieje też zakład produkujący okna PCW. Przed rokiem 1989 w miejscowości działało Państwowe Gospodarstwo Rybackie Zaklików, zajmujące się głównie hodowlą ryb słodkowodnych, dziś częściowo na jego majątku funkcjonuje prywatna firma.

### Demografia

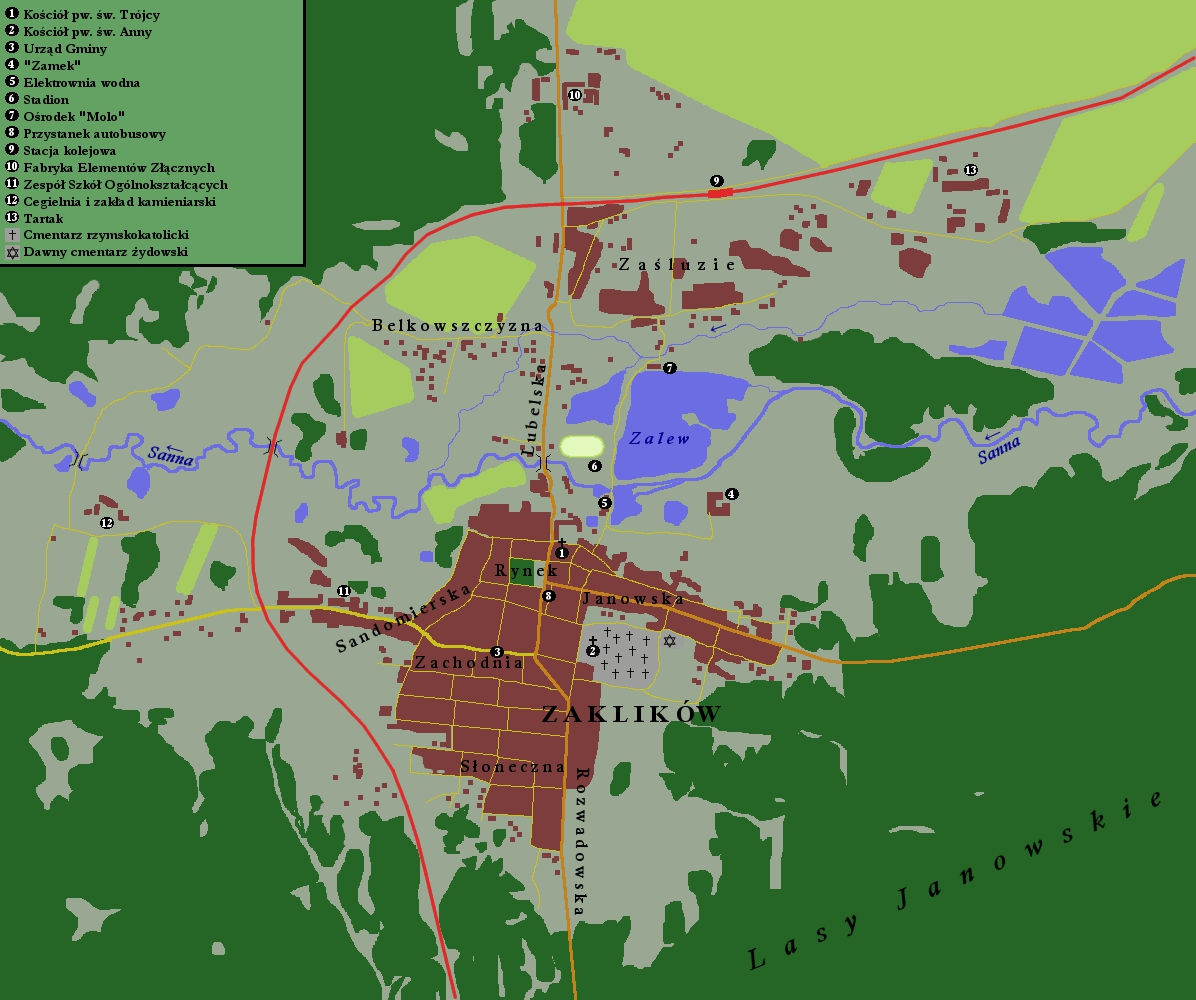
Plan Zaklikowa

Według danych Zaklików liczył 1 stycznia 2022 roku 2825 mieszkańców, co czyni go najludniejszą po Stalowej Woli miejscowością powiatu stalowowolskiego.
| Grupa wiekowa  | Kobiety | Mężczyźni |
| -------------- | ------- | --------- |
| 0–4 lat        | 63      | 54        |
| 5–9 lat        | 72      | 78        |
| 10–14 lat      | 78      | 72        |
| 15–19 lat      | 70      | 79        |
| 20–24 lat      | 92      | 87        |
| 25–29 lat      | 116     | 122       |
| 30–34 lat      | 94      | 108       |
| 35–39 lat      | 116     | 109       |
| 40–44 lat      | 101     | 109       |
| 45–49 lat      | 104     | 108       |
| 50–54 lat      | 95      | 92        |
| 55–59 lat      | 94      | 109       |
| 60–64 lat      | 101     | 102       |
| 65–69 lat      | 110     | 72        |
| 70–74 lat      | 72      | 50        |
| 75–79 lat      | 59      | 30        |
| 80–84 lat      | 55      | 27        |
| powyżej 85 lat | 66      | 13        |
| Razem          | 1558    | 1421      |

### Wspólnoty wyznaniowe

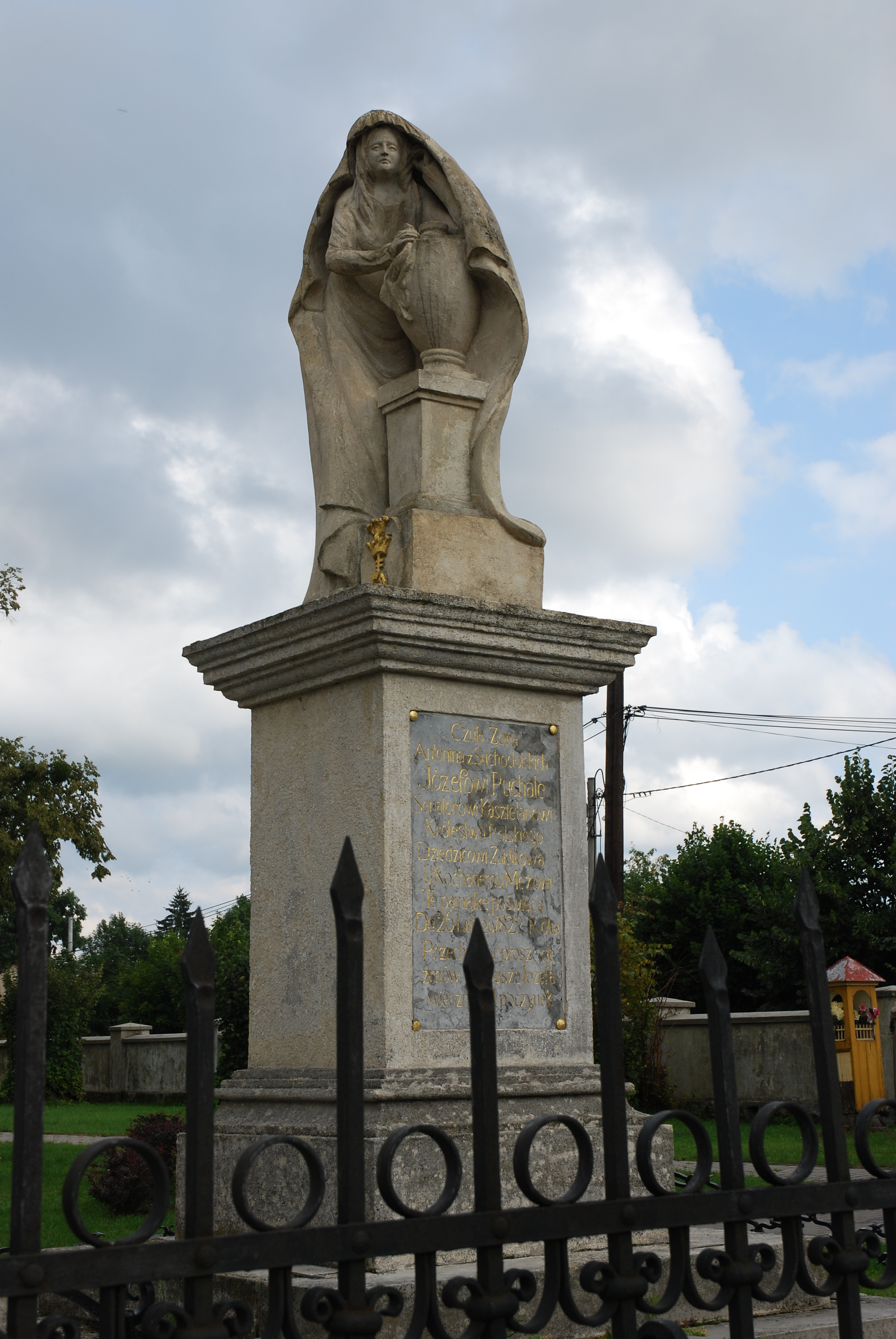
Pomnik przed kościołem Świętej Trójcy

Miejscowość jest siedzibą dekanatu i rzymskokatolickiej parafii pw. św. Anny (chociaż kościół parafialny jest pw. Trójcy Przenajświętszej). W mieście znajduje się też Sala Królestwa miejscowego zboru Świadków Jehowy.

## Historia

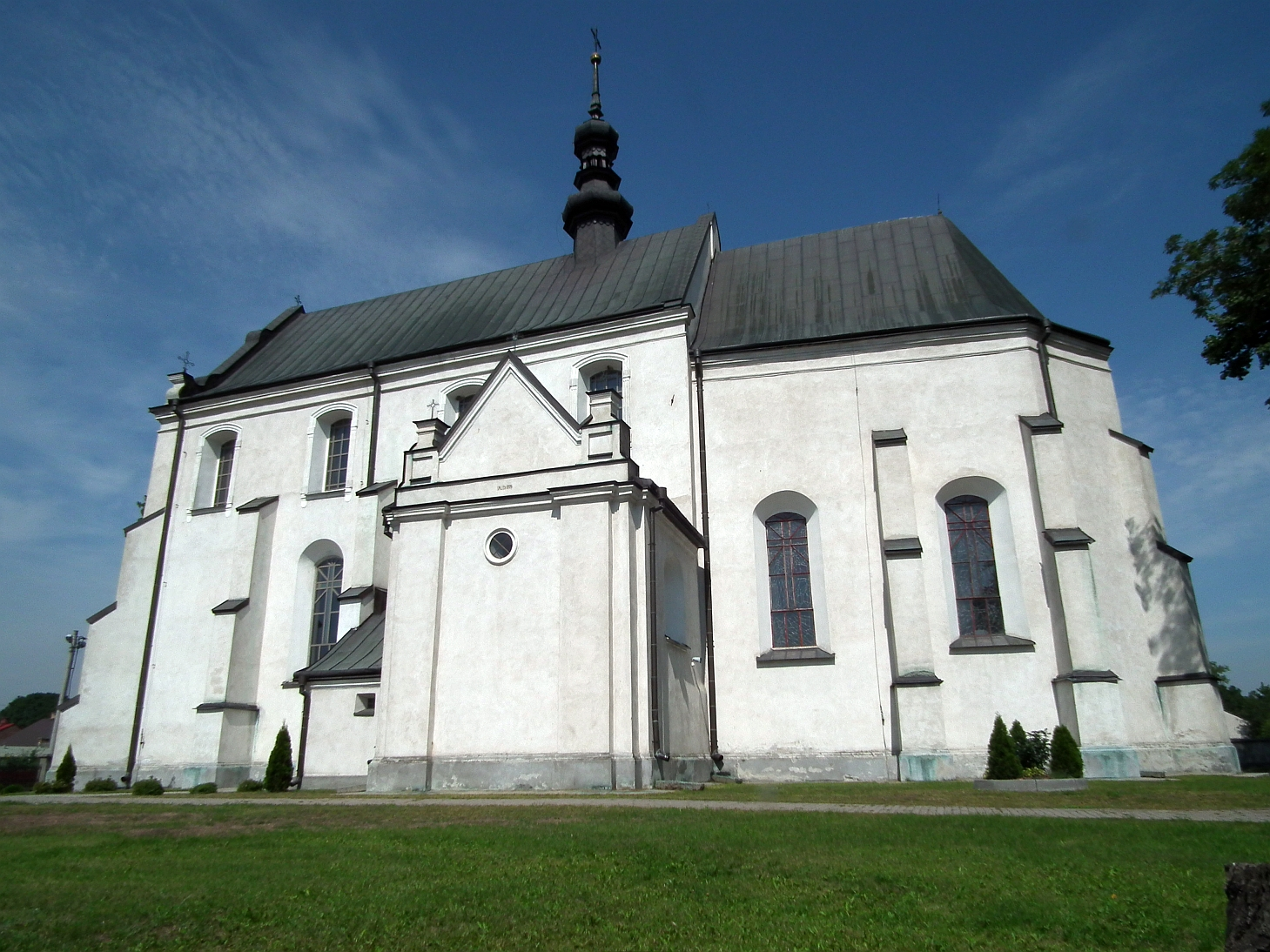
Obecny kościół ufundowała Anna Gniewoszowa jako zadośćuczynienie za grzechy męża

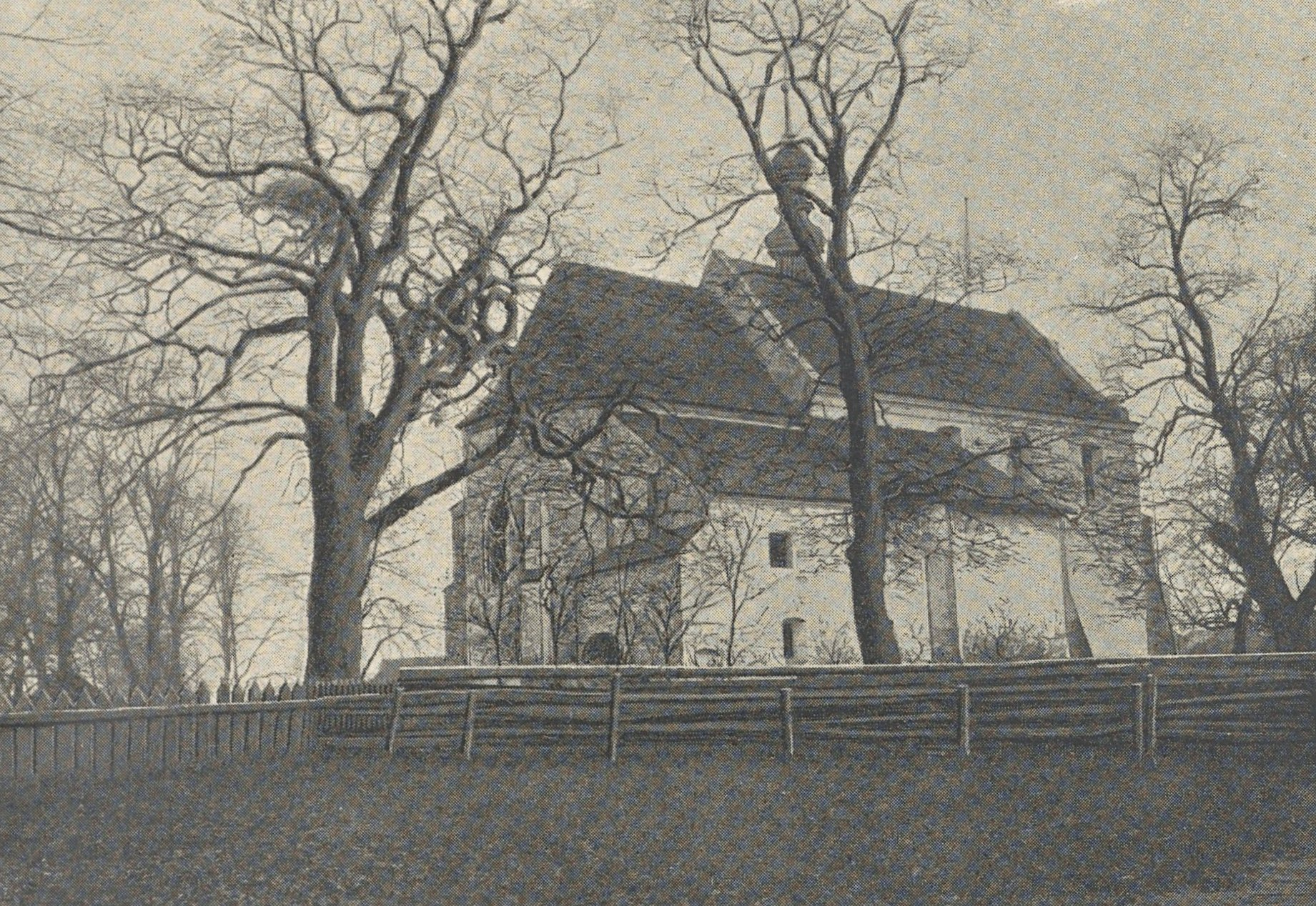
Kościół Świętej Trójcy około 1908

### Od założenia miasta do 1795 roku
Najprawdopodobniej jeszcze w XV wieku na terenie dzisiejszego Zaklikowa powstał drewniano-kamienny zamek rycerski. Jednak sama miejscowość została założona dopiero w 1565 roku jako miasto na prawie magdeburskim, na gruntach wsi Zdziechowice Drugie. Miasto lokowano na „surowym korzeniu”, w zachodniej części Puszczy Solskiej, tzw. Lasach Janowskich na podstawie przywileju wydanego 9 kwietnia 1565 roku przez króla Zygmunta Augusta. Królewski przywilej zezwolił na odbywanie trzech jarmarków rocznie: na uroczystość św. Krzyża, św. Bartłomieja i św. Katarzyny. Mieszkańcy otrzymali 16-letni okres wolnizny od wszelkich podatków i świadczeń na rzecz króla i państwa. Nazwa i herb miejscowości pochodzą od założyciela i pierwszego właściciela Zaklikowa – kasztelana połanieckiego, Stanisława Zakliki z Czyżowa herbu Topór. Fundator miasta zmarł rok po akcie lokacji (1566) i swe dobra podzielił między czterech synów. Zdziechowice i Zaklików przypadły najstarszemu z nich, Zygmuntowi Zaklice Czyżowskiemu, ożenionemu z Anną Koniecpolską. Wybudował on około 1576 roku wśród okolicznych rozlewisk nad Sanną niewielki kamienno-drewniany zamek. Początkowo należał Zaklików do parafii Zdziechowice (erygowanej w roku 1409), staraniem mieszczan ok. 1580 roku wybudowano w Zaklikowie drewniany kościół św. Anny będący filią parafii w Zdziechowicach. Przy kościele w 1581 roku wybudowano szpital (przytułek) i założono szkołę parafialną. Z tego czasu (1578) pochodzi też pierwsza wzmianka o zamieszkałych w Zaklikowie Żydach.
Zygmunt Zaklika nie pozostawił spadkobiercy i po jego śmierci w 1585 roku dobra zdziechowicko-zaklikowskie nabył od jego braci Marcin Gniewosz herbu Kościesza z Dalewic, który nadał mieszczanom 1/4 gruntów. Przywilej ten potwierdził Zygmunt III Waza w 1590 roku. Gdy nowy właściciel Zaklikowa i Zdziechowic przeszedł na kalwinizm, zamienił kościół parafialny w zbór kalwiński. Jednak po jego śmierci wdowa po nim, Anna nawróciła się na katolicyzm, a zbór w Zdziechowicach spłonął (1594). Nową parafię – już w Zaklikowie –  pw. św. Anny, erygowano staraniem Anny Gniewoszowej w nowym, murowanym kościele pw. Trójcy Przenajświętszej w 1608 roku. Anna ufundowała też uposażenie dla nauczyciela szkoły parafialnej, która od tej pory działała przy nowym kościele. Jeszcze w XVII wieku właścicielami dóbr zdziechowicko-zaklikowskich została rodzina Załuskich zaś w XVIII wieku Małachowskich. W czasie trwającej w latach 1700–1721 wojny północnej uległ zniszczeniu zaklikowski zamek. W 1789 roku miasto liczyło sobie 753 mieszkańców, z czego 235 było Żydami (31,2 proc. ogółu) i należało do nich 41 domów. W 1791 roku Zaklików nabył Józef Puchała.

### Okres rozbiorów: utrata praw miejskich

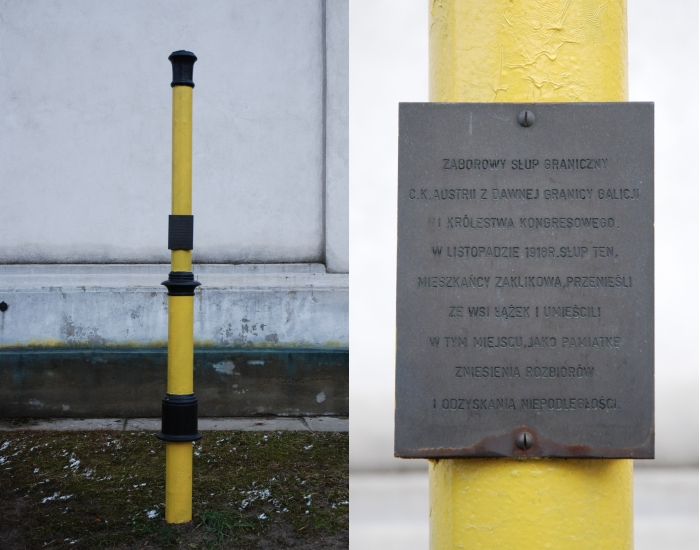
Pamiątkowy słup graniczny z czasów zaborów

W czasach I Rzeczypospolitej Zaklików leżał w granicach województwa lubelskiego. Po upadku Polski znalazł się w 1795 roku w zaborze austriackim, jednak po klęsce Austrii w wojnie z napoleońską Francją w 1809 roku Zaklików znalazł się w granicach Księstwa Warszawskiego, a po upadku Napoleona w granicach Królestwa Kongresowego, pod panowaniem rosyjskim (1815). Granica pomiędzy cesarstwami znajdowała się nieopodal Zaklikowa, a dalej biegła wzdłuż koryta Sanny. Przypomina o tym metalowy słup graniczny eksponowany koło dzwonnicy, pierwotnie stojący w Irenie. W 1820 roku zaczęła działać pierwsza świecka szkoła elementarna, która funkcjonowała z przerwami do 1915 roku. W 1833 roku w okolicy miało miejsce tzw. „powstanie Zaliwskiego” – próba wywołania nowego zrywu narodowego przeciw zaborcom. Mieszkańcy Zaklikowa wspierali również partyzantkę polską w trakcie powstania styczniowego. W 1863 roku oddział Marcina Borelowskiego „Lelewela” rozbił znajdujące się w miasteczku carskie magazyny wojskowe. 13 czerwca 1869 roku, na mocy ukazu Senatu Rządzącego Zaklików, podobnie jak wiele innych miasteczek polskich został pozbawiony praw miejskich. Wbrew patriotycznej legendzie, która uparcie tłumaczy to popowstaniowymi represjami caratu, przyczyn degradacji miejscowości należy upatrywać w fatalnej kondycji gospodarczej ówczesnego Królestwa Kongresowego. Dochody małych miast, takich jak Zaklików z trudem wystarczały jedynie na utrzymanie burmistrza oraz reszty administracji, a na jakiekolwiek inwestycje brakowało już środków. Administracja wiejsko-gminna miała okazać się tańsza. W XIX wieku Zaklików znalazł się w dobrach rodziny Szlubowskich, od której, w 1872 roku Zaklików został wykupiony za 102 tys. rubli przez Spółkę Obywatelską, która rozparcelowała dawne dobra miejskie.

### XX wiek

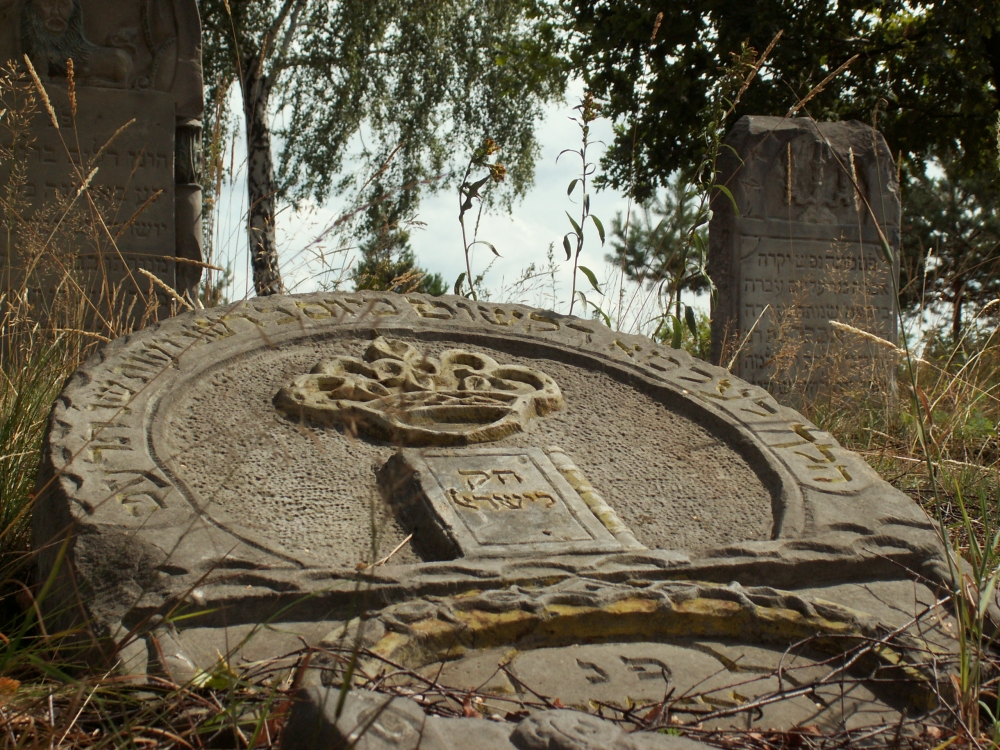
Macewa na dawnym cmentarzu żydowskim.

Przed II wojną światową odsetek żydowskich mieszkańców Zaklikowa wynosił ok. 47 proc.

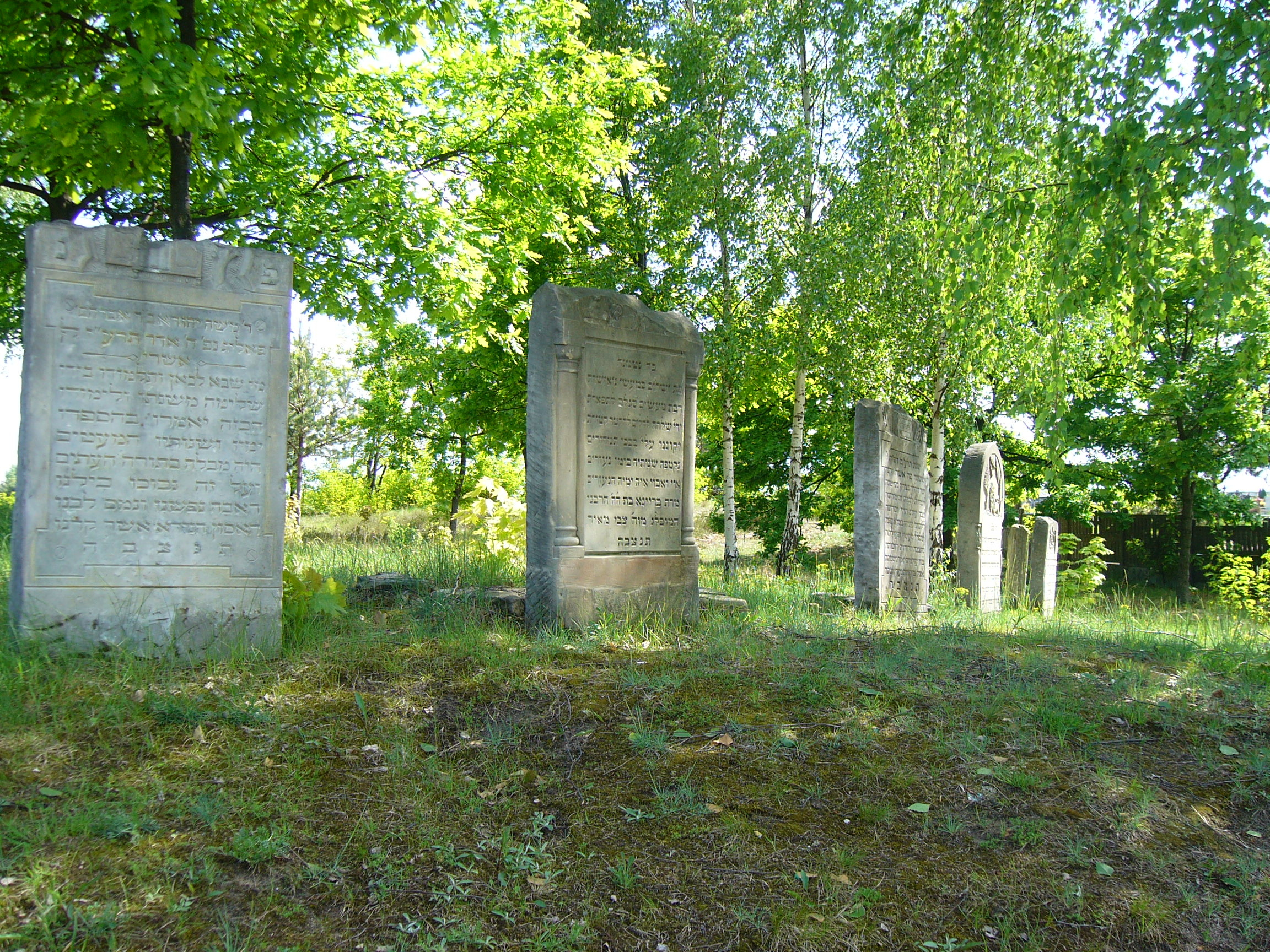
Fragment cmentarza żydowskiego w Zaklikowie

Na początku XX wieku Zaklików liczył 4 tys. mieszkańców (1911), prawie połowę mieszkańców stanowiła społeczność żydowska. Podczas I wojny światowej front przechodził przez miejscowość trzykrotnie przyczyniając się do dużych zniszczeń. W latach 1914 – 1915, Rosjanie wybudowali linię kolejową, która połączyła Lublin z Rozwadowem w zaborze austriackim i miała ułatwić dowożenie wojsk i zaopatrzenia na teatr działań wojennych. Po klęskach Rosjan w lipcu 1915 roku osada znalazła się pod okupacją austriacką. Od 1916 roku zaczęła funkcjonować powszechna szkoła polska. Po upadku Monarchii Austro-Węgierskiej mieszkańcy sami zaczęli rozbrajać okupantów i 4 listopada 1918 roku Zaklików był już wolny. W okresie międzywojennym Zaklików ponownie znalazł się w województwie lubelskim. W 1929 roku powstała przy młynie elektrownia wodna. W czasie okupacji niemieckiej Zaklików znalazł się w Generalnym Gubernatorstwie – dystrykcie lubelskim. Utworzono tu getto żydowskie, w którym znaleźli się Żydzi  nie tylko miasteczka i okolic, ale także przesiedleni z dalszych rejonów, m.in. z Krakowa, Łodzi, Lublina, a nawet z Austrii. Getto zostało zlikwidowane 15 października 1942 roku. Część zaklikowskich Żydów rozstrzelano na miejscu, większość zginęła w obozie zagłady w Bełżcu wywieziona tam transportem kolejowym. Około 7 osób uratowało się dzięki schronieniu udzielonemu im przez miejscowych Polaków. Sami Niemcy wyłączyli z pogromu współpracujących z nimi członków żydowskiego samorządu, tzw. Judenratu, którzy zostali przetransportowani do Janowa Lubelskiego. Ich dalsze wojenne losy pozostają nieznane.
22 czerwca 1942 roku oddział Gwardii Ludowej im. Jarosława Dąbrowskiego (dowodzony przez Antoniego Palenia ps. „Jastrząb”) przeprowadził akcję uwolnienia z aresztu miejskiego 18 chłopów. W czasie II wojny światowej Zaklików był także zbombardowany. Wycofujące się wojska niemieckie wysadziły w powietrze okazały dworzec kolejowy (identyczny, jak zachowany do dziś w Kraśniku), zwrotnice, rozjazdy i kamienny most kolejowy na Sannie. Na stacji zachowała się tylko zaopatrująca w wodę parowozy wieża ciśnień (nazywana tu „pompką” albo z rosyjska „wodokaczką”), a to dzięki temu, że podłożone pod nią ładunki nie wybuchły.
W Zaklikowie oraz okolicznych wsiach istniały podstawowe komórki Armii Krajowej (tzw. placówki). Podlegały Rejonowemu Komendantowi AK, którą to funkcję pełnił przedwojenny podoficer zamojskiego pułku artylerii, Jan Kot. Pod koniec lipca 1944 roku wraz ze swoimi podkomendnymi usiłował on ustanowić w Zaklikowie administrację podległą Rządowi Londyńskiemu. J. Kot został przez NKWD podstępnie nakłoniony (pod pozorem nawiązania współpracy) do ujawnienia listy miejscowych partyzantów AK, a następnie aresztowany wraz z kilkoma swoimi podkomendnymi. Po przesłuchaniu na krótko zwolniony, a potem skazany na 10 lat więzienia. Karę odbywał w więzieniu w Rawiczu.
Armia Czerwona zajęła miasteczko 28 lipca 1944 roku. W październiku tego roku założono w Zaklikowie Prywatne Koedukacyjne Gimnazjum Szkoły Średniej w Zaklikowie – dziś Liceum Ogólnokształcące. Po wojnie nastąpiła pełna elektryfikacja miejscowości. Powstał też PGR Zaklików, który rozwinął na szeroką skalę produkcję karpi w stawach zlokalizowanych wokół miejscowości. W 1970 roku na fundamentach dawnego powstał nowy „Zamek”, jako ośrodek harcerski. Natomiast w 1971 roku otwarto filię Huty Stalowa Wola, dzisiejszą Fabrykę Elementów Złącznych. Administracyjnie Zaklików należał po wojnie do województwa lubelskiego, a po reformie, w latach 1975–1998, do województwa tarnobrzeskiego. Gdy w 1999 roku zlikwidowano małe województwa i przywrócono powiaty, Zaklików znalazł się w powiecie stalowowolskim, co uczyniło go częścią województwa podkarpackiego, utożsamianego z dawną Galicją, do której Zaklików nigdy nie należał. Wywołało to niechęć części mieszkańców pamiętających o wieloletnich związkach Zaklikowa ze znacznie bliższym od Rzeszowa Lublinem. Dlatego też w 2000 roku w Gminie Zaklików odbyło się pierwsze w Polsce referendum lokalne mające zadecydować o przynależności administracyjnej całej gminy. Ze względu jednak na postawę mieszkańców innych gminnych miejscowości, jak i silne związki z Hutą Stalowa Wola, referendum wygrali zwolennicy pozostania w powiecie stalowowolskim. Za przyłączeniem się do powiatu kraśnickiego głosowało zaledwie 20 proc. uczestników referendum.

### XXI wiek: odzyskanie praw miejskich
Od momentu przywrócenia samorządności gminom w 1990 roku pojawiały się głosy za przywróceniem Zaklikowowi praw miejskich. Przez długi czas brakowało jednak odpowiedniej infrastruktury i energicznych działań ze strony władz gminy. Dopiero w 2003 roku oddano do użytku oczyszczalnię ścieków, co jest jednym z podstawowych warunków infrastrukturalnych. Pierwszy wniosek został pozytywnie zaopiniowany przez wojewodę podkarpackiego w 2011 roku, jednak nie został przyjęty przez rząd z powodu zbyt szerokich granic przyszłego miasta. Kolejny wniosek został z tego samego powodu odrzucony w kolejnym roku. Dopiero zmniejszenie projektowanej powierzchni miasta z 4350 ha do 1142 ha pozwoliło uniknąć zarzutu ze strony Ministerstwa Administracji i Cyfryzacji o zbyt duży udział terenów zielonych w granicach miasta. W marcu 2013 roku odbyły się gminne konsultacje społeczne, w których za przywróceniem praw miejskich było w gminie 995 osób (13,96 proc. uprawnionych do głosowania), a przeciw było 286 (4,01 proc. uprawnionych). W samym Zaklikowie w konsultacjach wzięło udział 774 osoby (31,46 proc. uprawnionych). Za odzyskaniem praw miejskich opowiedziało się 90 proc. z nich, przeciw prawom miejskim było 9 proc. reszta wstrzymała się od głosu. Prawa miejskie Zaklików otrzymał 1 stycznia 2014 roku.